# Entoloma subsepiaceum
Entoloma subsepiaceum är en svampart som tillhör divisionen basidiesvampar, och som först beskrevs av Robert Kühner, och fick sitt nu gällande namn av Machiel Evert ("Chiel") Noordeloos. Entoloma subsepiaceum ingår i släktet Entoloma, och familjen Entolomataceae. Arten är reproducerande i Sverige.